# Społeczny Komitet Opieki nad Starą Rossą
Społeczny Komitet Opieki nad Starą Rossą (SKOnSR) – stowarzyszenie zawiązane w 1990 z inicjatywy mieszkających w Wilnie Polaków: dziennikarza Jerzego Surwiły, lekarza Olgierda Korzenieckiego, filolog Alicji Klimaszewskiej oraz działaczki społecznej i dziennikarki Haliny Jotkiałło, przy wydatnym wsparciu Jerzego Waldorffa. Głównym celem statutowym stowarzyszenia jest opieka nad pomnikami nagrobnymi na wileńskim cmentarzu Na Rossie. Zajmuje się głównie ich renowacją i odbudową. W okresie 30 lat stowarzyszenie odnowiło 174 pomniki nagrobne i wzniosło 5 nowych. Komitet jest organizacją non-profit, a środki materialne potrzebne na wypełnianie celów statutowych są zbierane podczas zbiórek społecznych, organizowanych przede wszystkim w Warszawie i Wilnie. Członkowie organizacji rozpowszechniają cegiełki i kolekcjonerski medal wydany przez Mennicę Litewską. Corocznie, we współpracy ze Związkiem Harcerstwa Polskiego na Litwie, organizują również kwestę na Rossie. Darczyńcami są osoby prywatne i stowarzyszenia. Stowarzyszenie współpracuje z litewskim Ministerstwem Kultury, Akademią Sztuk Pięknych w Wilnie oraz wileńskimi architektami. Wśród polskich partnerów organizacji są m.in. Społeczny Komitet Opieki nad Starymi Powązkami im. Jerzego Waldorffa, Wydział Rzeźby Akademii Sztuk Pięknych w Warszawie i Towarzystwo Opieki nad Zabytkami. Stowarzyszenie należy do najważniejszych polskich organizacji prowadzących działalność edukacyjną i naukową na Litwie.

## Członkowie stowarzyszenia
W skład stowarzyszenia wchodzą: 
- Dariusz Żybort (prezes stowarzyszenia, lekarz)
- Alicja Maria Klimaszewska (honorowa prezes stowarzyszenia[2], jedyny żyjący członek założyciel)
- Adam Błaszkiewicz (dyrektor Gimnazjum im. Jana Pawła II w Wilnie)
- Dariusz Lewicki (magister ochrony zabytków)
- Romuald Szumski (dyrektor spółki „Dažymo meistras”)
- Wiktor Nowosielski (współwłaściciel księgarni polskiej „Elephas” w Wilnie)
- Jolanta Nowosielska (nauczycielka)
- Alina Obolewicz (przewodniczka turystyczna)
- Alina Ewelina Szostak (instruktor harcerska i fotograf)
- Teresa Dzikiewicz (chórzystka)
- Marzena Rymkiewicz

## Pomniki nagrobne wzniesione przez Społeczny Komitet Opieki nad Starą Rossą[5]
- pomnik nagrobny Juliusza Kłosa (1991)
- pomnik nagrobny Karola Podczaszyńskiego (1993)
- pomnik nagrobny Bolesława Bałzukiewicza (1994)
- pomnik nagrobny Antoniego Wiwulskiego (1999)
- pomnik nagrobny Józefa Noworytty (2018)[6]

## Akcje społeczne
- „Światełko pamięci dla Rossy i Bernardynów” – w ramach tej akcji stowarzyszenie corocznie organizuje zbiórkę zniczy, które 1 listopada członkowie Komitetu i innych organizacji polskich zapalają na zapomnianych mogiłach na wileńskich cmentarzach – Rossie, Bernardyńskim i na Antokolu. W 2020 udało się zebrać rekordową liczbę 12 272 zniczy, przy czym najwięcej (3 500) zostało zgromadzonych w ramach zbiórki zorganizowanej przez Gimnazjum im. Władysława Syrokomli w Wilnie[1][7][8].
- kwesta „Pomnikom Rossy”, prowadzona na cmentarzach Wilna i Wileńszczyzny, prowadzona corocznie we współpracy ze Związkiem Harcerstwa Polskiego na Litwie[1][9]
- „Wielkie sprzątanie starych wileńskich nekropolii”[9]
- „Lekcja historii inaczej”[9]

## Nagrody i wyróżnienia
6 lutego 2014 Społeczny Komitet Opieki nad Starą Rossą został uhonorowany Nagrodą im. prof. Aleksandra Gieysztora przyznawaną przez Fundację Bankową im. Leopolda Kronenberga – wyróżnieniem nadawanym za działania na rzecz ochrony polskiego dziedzictwa kulturowego. Nagroda została przyznana za utrwalanie i ochronę polskiego dziedzictwa kulturowego za granicą oraz za szczególne osiągnięcia na polu działalności konserwatorskiej, mającej na celu opiekę i ratowanie grobów na cmentarzu Na Rossie w Wilnie. Wartość pieniężna przekazanej nagrody wynosiła 50 000 zł. Społeczny Komitet Opieki nad Starą Rossą zamierzał przeznaczyć całość powyższej sumy (po odliczeniu podatku) na odnowienie kolejnych pomników na wileńskiej Rossie. W 2021 stowarzyszenie otrzymało nagrodę „Semper Fidelis” – za opiekę i ratowanie najstarszej wileńskiej nekropolii.

## Fotogaleria (wybrane pomniki wzniesione przez SKOnSR)

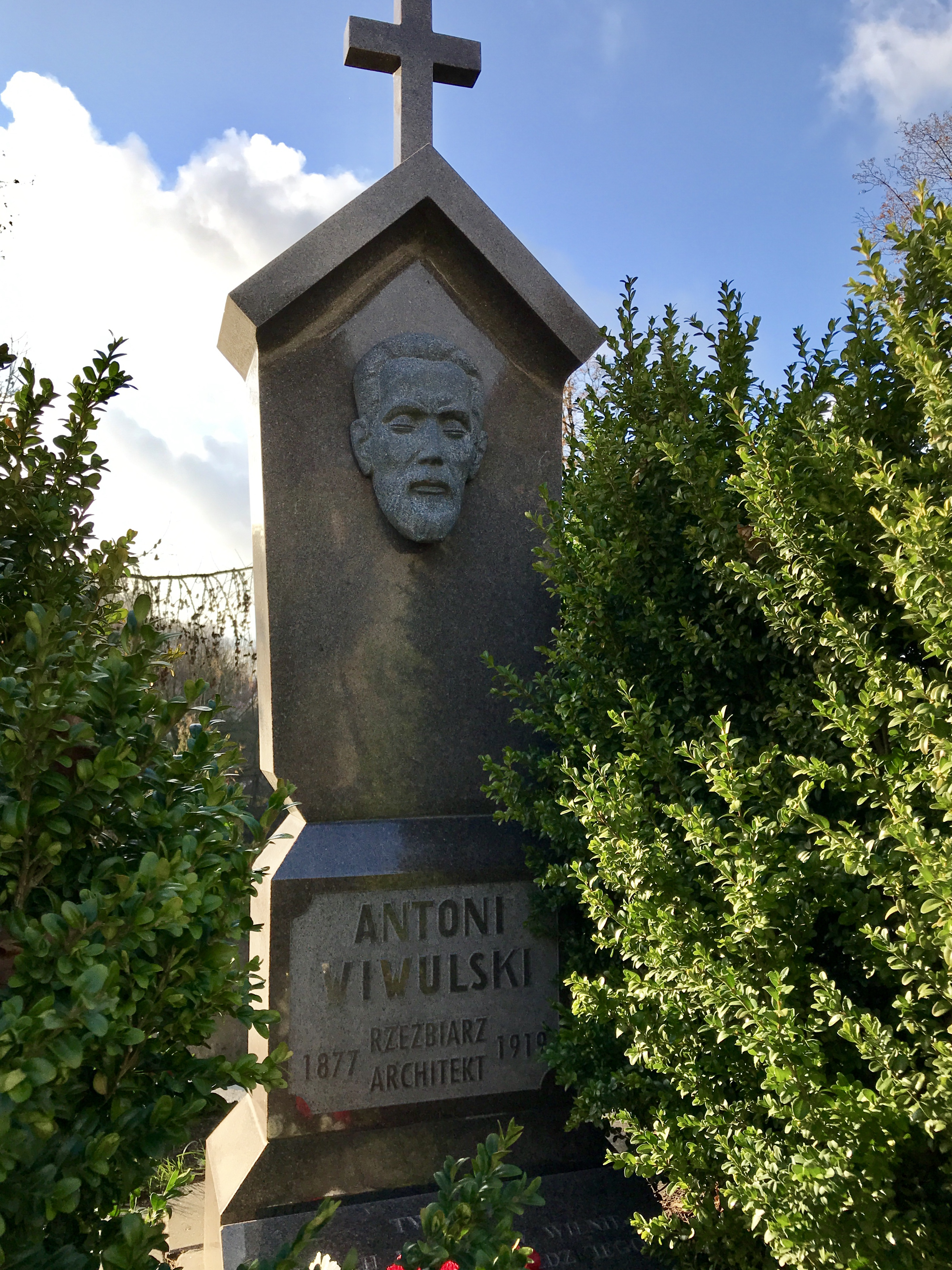
Pomnik nagrobny Antoniego Wiwulskiego na cmentarzu Na Rossie (2019)
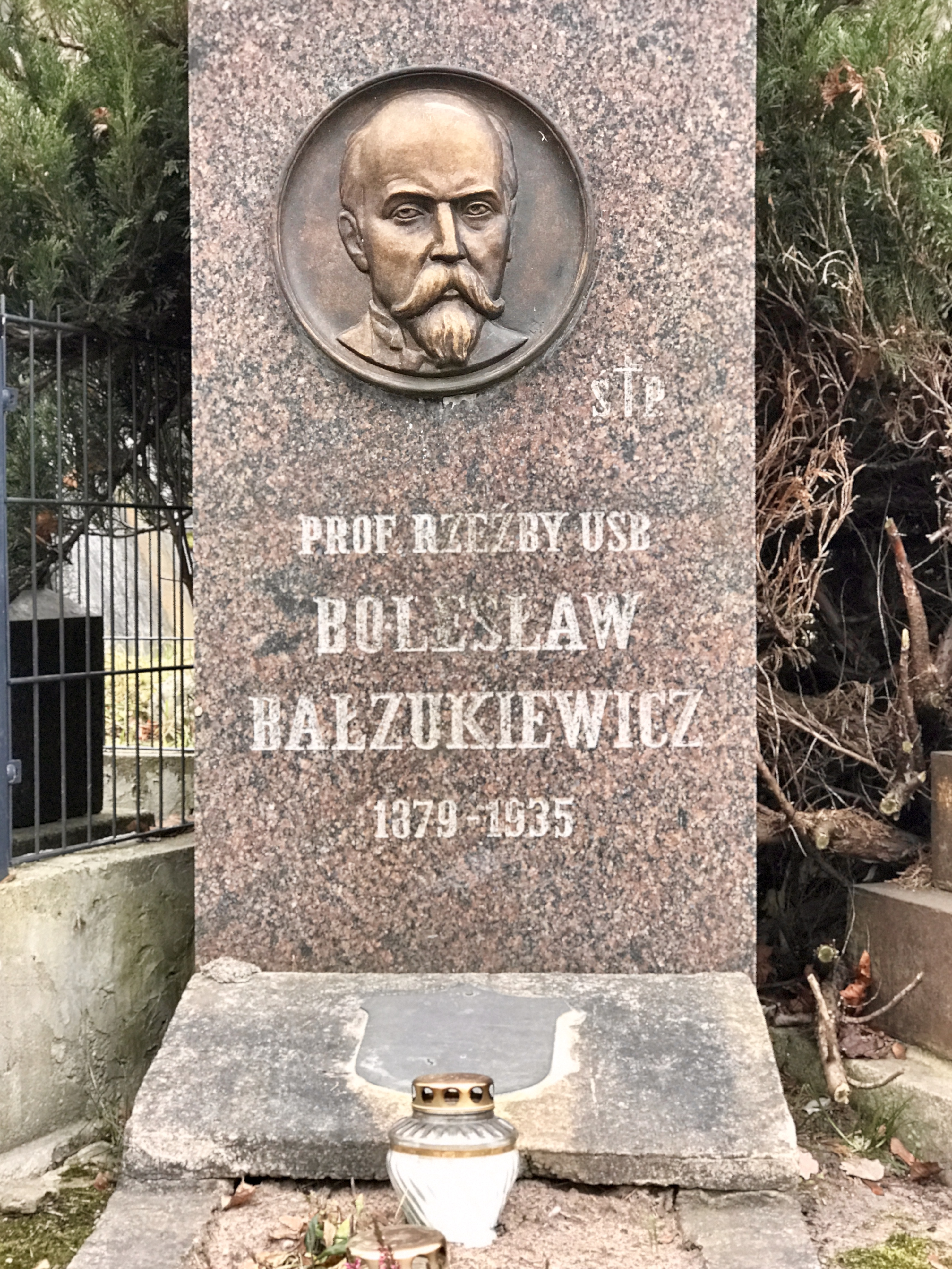
Nagrobek profesora rzeźby (Uniwersytetu Stefana Batorego) Bolesława Bałzukiewicza na wileńskiej Rossie (2019)
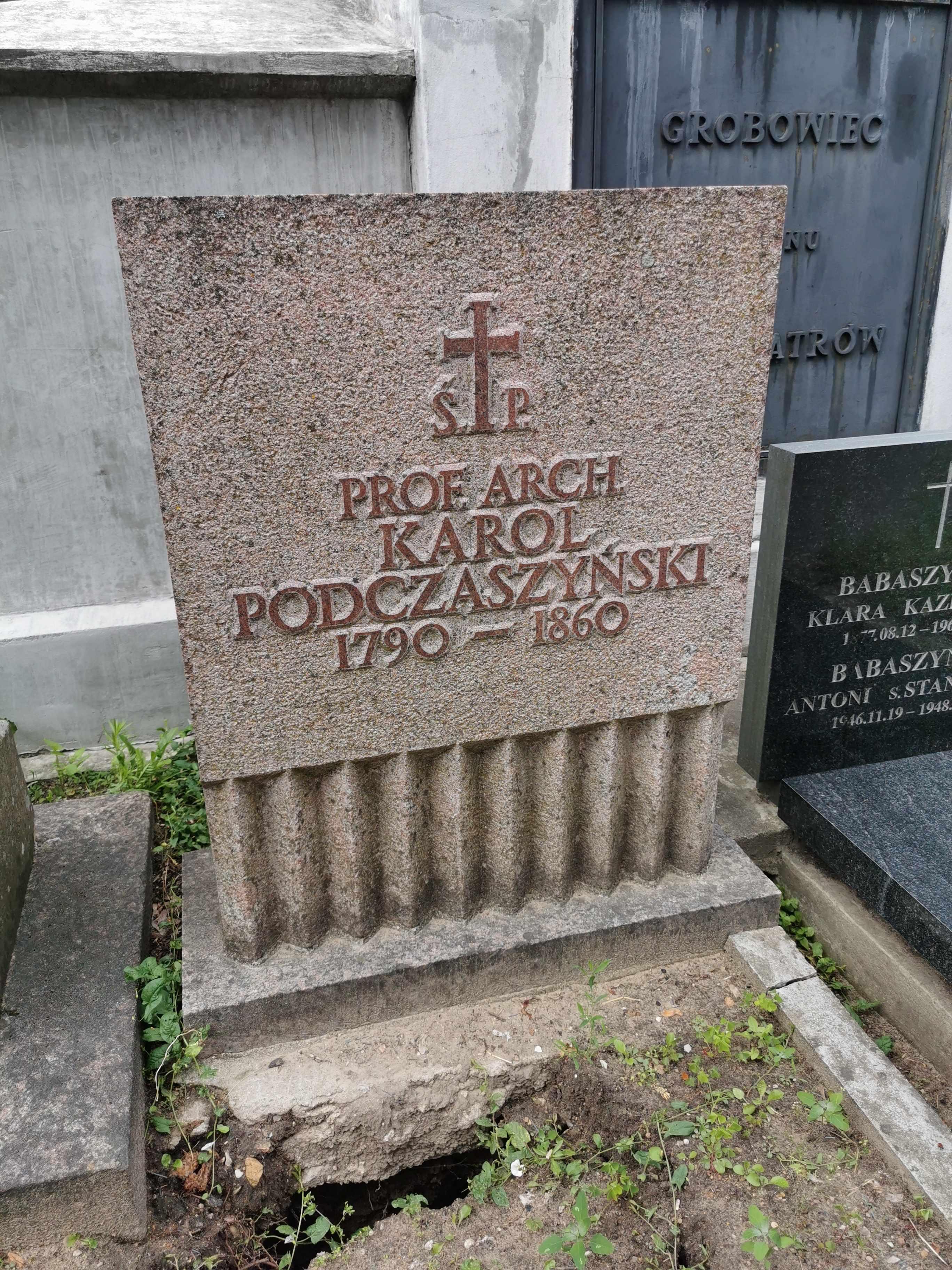
Nagrobek Karola Podczaszyńskiego na wileńskiej Rossie (2020)
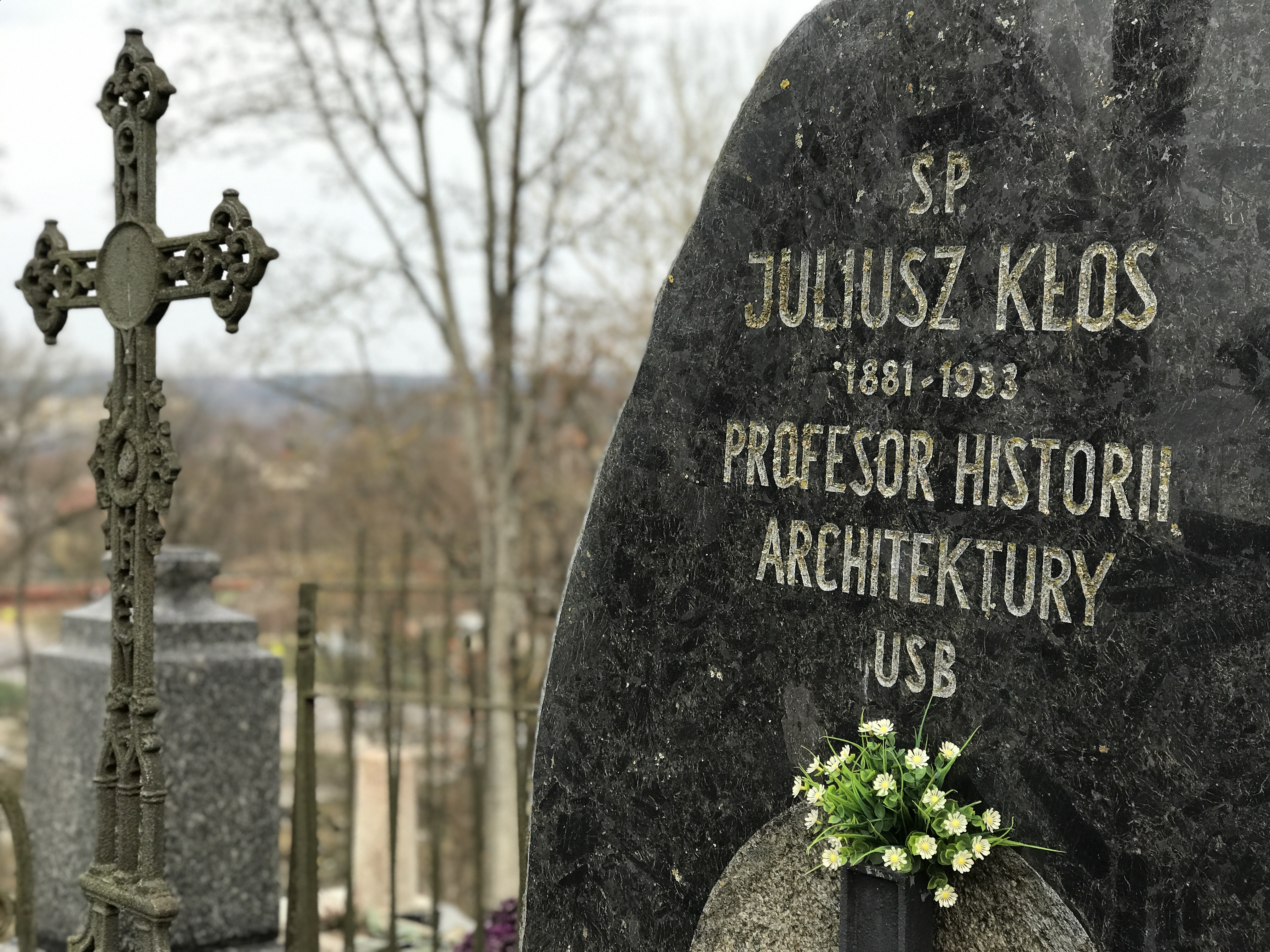
Nagrobek profesora Uniwersytetu Stefana Batorego Juliusza Kłosa na wileńskiej Rossie (2019)